# Sede de la Junta de Galicia en Vigo

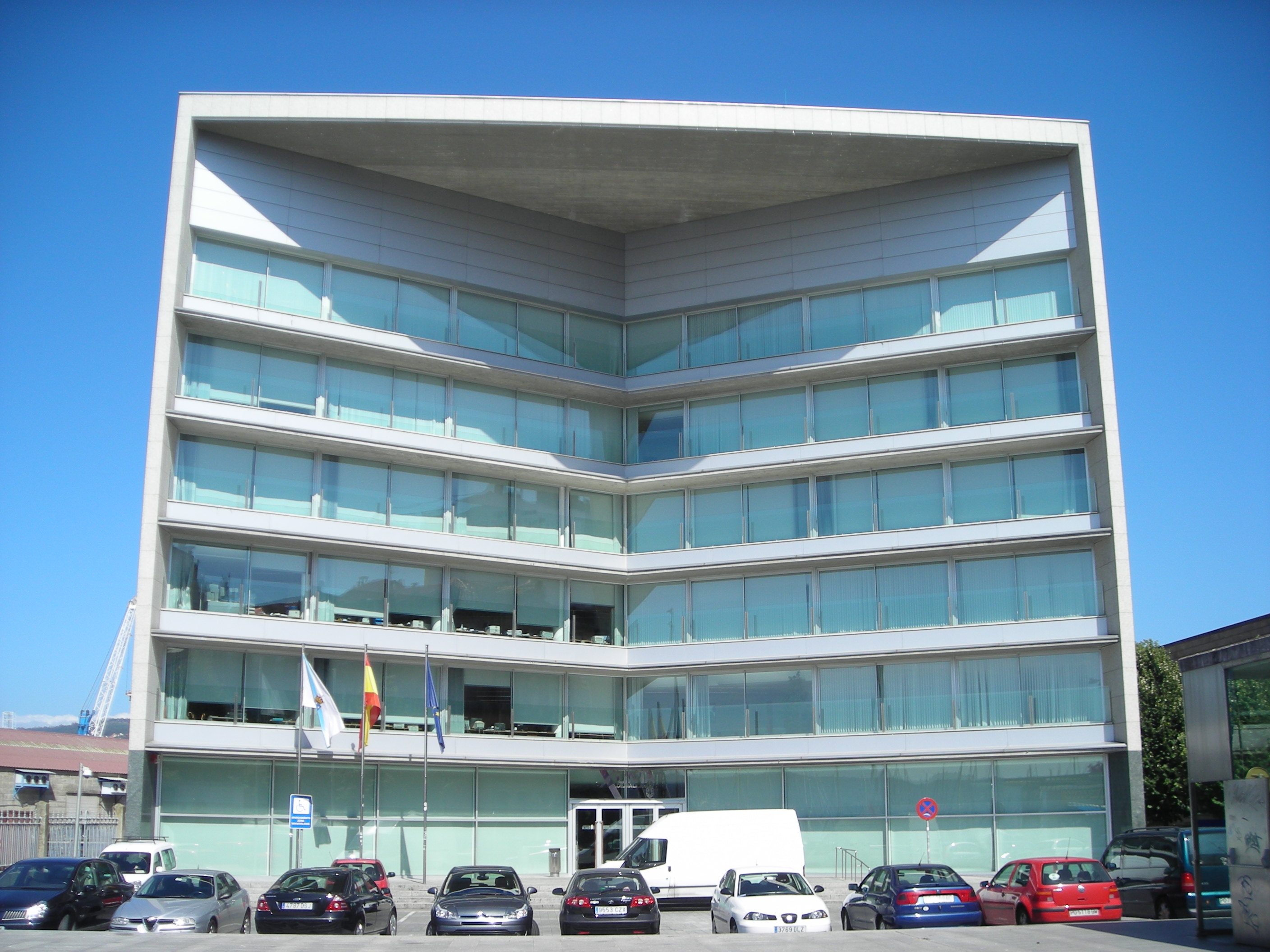
Fachada oeste.

La sede de la Junta de Galicia en Vigo es la actual delegación institucional de la Junta de Galicia en Vigo. Entró en funcionamiento el 1 de marzo del año 2002, el edificio fue diseñado por Esteve Bonell y Josep Maria Gil en 1995 como parte de las actuaciones del plan urbanístico "Abrir Vigo al Mar", que consiguió en el año 2005 el Premio de Arquitectura Española.

## Características
El complejo institucional, situado en el nº 8 de la calle de Concepción Arenal, fue creado para dar ubicación a los distintos edificios administrativos de servicios múltiples que concentraban las oficinas administrativas de la Junta de Galicia, y que se encontraban anteriormente dispersos por la ciudad.
El conjunto arquitectónico fue pensado para ocupar el fondo de los jardines de Elduayen, en el puerto de la ciudad, estableciendo además un orden con las edificaciones que conforman la plaza de la Estrella. Así mesmo, el proyecto cumplía ofrecer una visión que ayudase a ordenar y completar la fachada marítima de la ciudad de Vigo, dentro del proyecto de apertura a la Ría de Vigo.

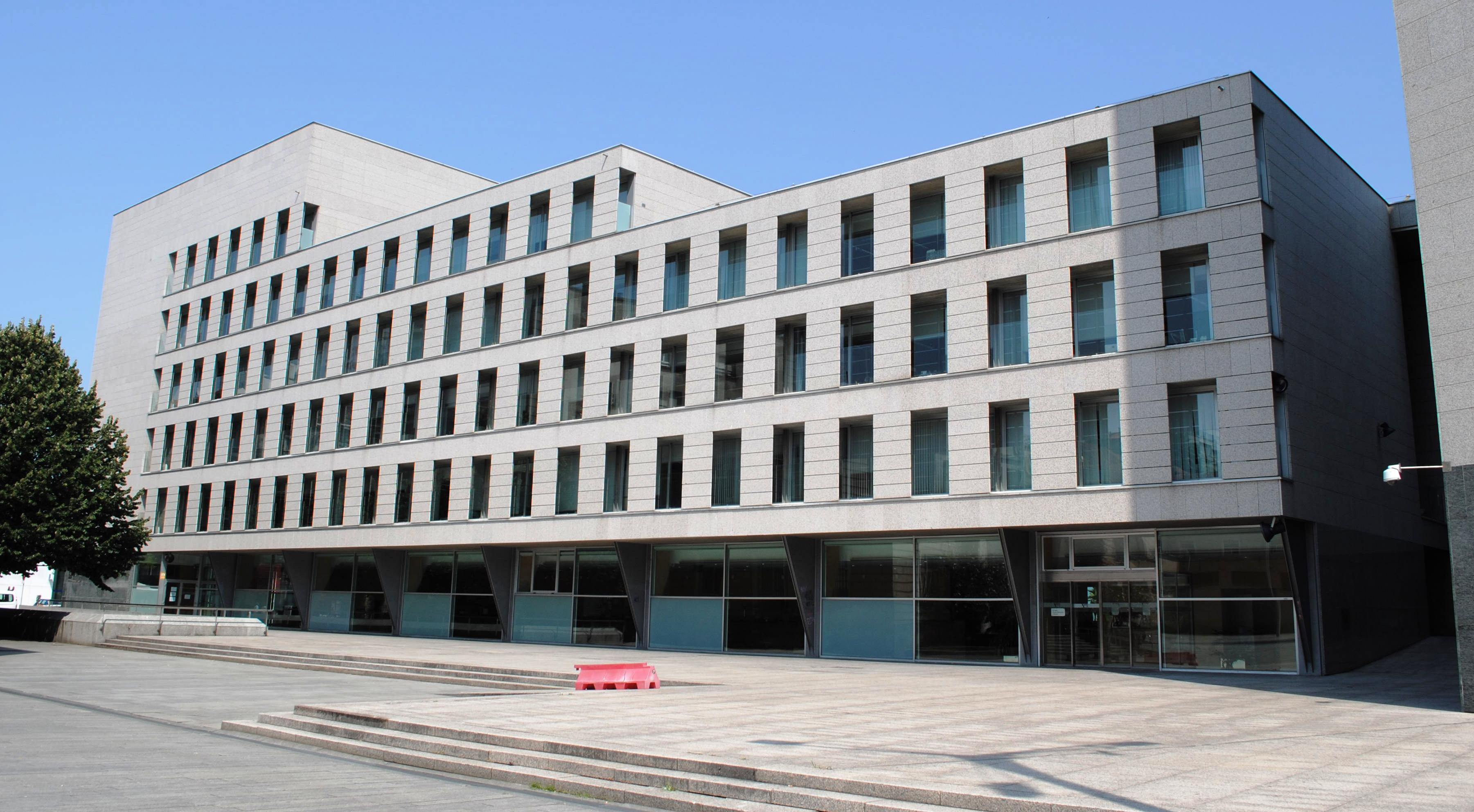
Vista parcial de la fachada sur.

El edificio institucional que para la Junta de Galicia construyó el estudio de los arquitectos catalanes Bonell y Gil es una única pieza formada por dos inmuebles, configurados a distintas escalas, que repite un mismo tema formal.
Las dos piezas prismáticas ofrecen cara la banda ajardinada, trazada en paralelo con el borde del mar, sus frentes de cristal hundidas en ángulo cóncavo, enmarcadas por los cerramientos laterales de piedra y las cubiertas llanas, que completan las cajas envolventes.
Las fachadas laterales se cierran con una doble piel constituida, en su capa exterior, por una celosía de piedra, intercalada con un orden monótono de aberturas, tras la que dispone de una piel continua de cristal. Esta solución se transforma, mediante la expresividad del material, una solución acertada para el paisaje y el clima de Vigo.
La altura del edificio y su disposición de huecos, hacen que su visión desde el mar continúe y complete la masa de edificaciones residenciales, confundiéndose con ellas para, al variar el ángulo de observación, descubrir las dos fachadas encartadas que se abren y ayudan a conformar un gran espacio público en el que la arquitectura contemporánea señala la voluntad de la ciudad de abrirse al mar.